# Агентство Республики Казахстан по финансовому мониторингу
Агентство Республики Казахстан по финансовому мониторингу (каз. Қазақстан Республикасының Қаржылық мониторинг агенттігі) — ведомство, являющееся центральным государственным органом, непосредственно подчиненным и подотчетным Президенту Республики Казахстан, осуществляющим руководство в сфере противодействия легализации (отмыванию) доходов, полученных преступным путем, и финансированию терроризма, а также по предупреждению, выявлению, пресечению, раскрытию и расследованию экономических и финансовых правонарушений, отнесенных законодательством Республики Казахстан к ведению этого органа.

## История
Указом Президента Республики Казахстан от 28 января 2021 года № 501 образовано Агентство Республики Казахстан по финансовому мониторингу с передачей ему функций и полномочий Министерства финансов Республики Казахстан в сфере противодействия легализации (отмыванию) доходов, полученных преступным путем, и финансированию терроризма, а также по предупреждению, выявлению, пресечению, раскрытию и расследованию экономических и финансовых преступлений и правонарушений.

## Задачи
1. реализация единой государственной политики в сфере противодействия легализации (отмыванию) доходов, полученных преступным путем, и финансированию терроризма;
2. предупреждение, выявление, пресечение, раскрытие и расследование экономических и финансовых правонарушений, отнесенных законодательством Республики Казахстан к ведению этого органа;
3. создание единой информационной системы и ведение республиканской базы данных в сферах противодействия легализации (отмыванию) доходов, полученных преступным путем, и финансированию терроризма;
4. осуществление взаимодействия и информационного обмена с компетентными органами иностранных государств в сфере противодействия легализации (отмыванию) доходов, полученных преступным путем, и финансированию терроризма;
5. противодействие легализации (отмыванию) доходов, полученных преступным путем, и финансированию терроризма, координация работы государственных органов в этом направлении деятельности;
6. осуществление международного сотрудничества по вопросам, отнесенным к ведению Агентства;
7. иные задачи, определяемые законами и актами Президента Республики Казахстан.[3]

## Председатели агентства
| № | Ф.И.О.                      | Дата начала и окончания работы на посту |
| 1 | Элиманов Жанат Калдыбекович | 28 января 2021 — 13 февраля 2024        |
| 2 | Малахов Дмитрий Михайлович  | 13 февраля 2024 —16 сентября 2024       |
| 3 | Элиманов Жанат Калдыбекович | 16 сентября 2024 —                      |

## Структура
1. Руководство
2. Секретариат Председателя
3. Департамент по работе с субъектами финансового мониторинга
4. Департамент финансового мониторинга
5. Департамент цифровизации
6. Департамент правового обеспечения
7. Следственный департамент
8. Оперативный департамент
9. Департамент превенции и аналитических разработок
10. Департамент собственной безопасности
11. Департамент стратегии и оперативного управления
12. Департамент кадровой работы
13. Административный департамент
14. Криминалистическое управление
15. Управление по работе со средствами массовой информации
16. Служба внутреннего аудита
17. Служба экономических расследований